# Augustin
Mužské jméno Augustin (podle českého kalendáře Augustýn) pochází z latinského slova augustus (vznešený, majestátní).

## Domácké podoby
Augustinek, Gusta, Gustík, August

## Statistické údaje
Následující tabulka uvádí četnost jména v ČR a pořadí mezi mužskými jmény ve srovnání dvou roků, pro které jsou dostupné údaje MV ČR – lze z ní tedy vysledovat trend v užívání tohoto jména:
| Rok       | Četnost    | Pořadí   |
| 1999      | 1999       | 123.     |
| 2002      | 1816       | 128.     |
| Porovnání | o 183 méně | o 5 hůře |
| 2013      | 1122       | 390.     |

Změna procentního zastoupení tohoto jména mezi žijícími muži v ČR (tj. procentní změna se započítáním celkového úbytku mužů v ČR za sledované tři roky) je −8,5%, což svědčí o poměrně strmém propadu obliby tohoto jména.

## Augustin v jiných jazycích
- Slovensky: Augustín
- Německy: August nebo Augustin
- Anglicky: Augustus nebo Augustin
- Francouzsky: Auguste nebo Augustin
- Rusky: Avgust nebo Avgustin
- Italsky: Agostino nebo Augusto nebo Augustus
- Řecky: Augustus
- Španělsky: Augusto
- Švédsky, finsky: August
- Rumunsky: Augustin
- Polsky: August nebo Augustyn
- Maďarsky: Ágoston
- Latinsky: Augustus nebo Augustinus
- Nizozemsky: Austen

## Jmeniny
- V českém kalendáři: 28. srpna
- V slovenském kalendáři: 28. srpna
- V římskokatolickém církevním kalendáři: 28. srpna (Aurelius Augustinus)

## Významné osoby se jménem Augustin

### Svatí a blahoslavení
- sv. Aurelius Augustinus či Augustin z Hippo – filosof a učitel církve (pravděpodobně nejznámější postava z církevních Otců)
- sv. Augustin z Canterbury – první biskup z Canterbury
- sv. Augustin Schoeffer – francouzský světec a mučedník
- sv. Augustine Webster – anglický světec a mučedník

- bl. Augustin Kažotić – chorvatský biskup

### Ostatní
- Augustus, římský císař
- Auguste Comte
- Auguste Renoir
- Auguste Rodin
- Augustin Barruél – francouzský jezuita
- Augustin Bea – německý kardinál
- Pierre Augustin Caron de Beaumarchais – francouzský podnikatel a spisovatel
- Augustin-Daniel Belliard – francouzský generál
- Augustine Birrell – anglický politik a spisovatel
- Augustin Bizimana – rwandský politik
- Augustin Bizimungu – rwandský generál
- Augustin Bonrepaux – francouzský politik
- Augustin „Gustav“ Bubník – český hokejista, trenér a politik
- Augustine Bradshaw – anglický misionář
- Augustin-Pyrame de Candolle – švýcarský botanik
- Augustin Louis Cauchy – francouzský matematik
- Augustin Chaboseau – francouzský okultista
- Augustin Ceneau – francouzský historik
- Augustin Cochin – francouzský politik a spisovatel
- Augustin Cochin – francouzský historik
- Charles Augustin de Coulomb – francouzský matematik
- Antoine Augustin Cournot – francouzský fyzik a matematik
- Augustin Daly – americký dramatik
- Augustin Emil Dorničák – český katolický kněz
- Augustin Dumay – francouzský houslista a dirigent
- Augustin Dupré – francouzský rytec
- Augustin Ehrensvärd – švédský architekt
- Augustine Eguavoen – nigerijský fotbalový trenér
- Augustin Filon – francouzský literát
- François Nicolas Auguste Feyen-Perrin – francouzský malíř
- Augustin Jagg – rakouský divadelník
- Augustin Fresnel – francouzský fyzik
- Jean Augustin Franquelin – francouzský malíř
- Philippe Augustin Hennequin – francouzský malíř
- Pierre Augustin Hullin – francouzský generál
- Augustín Marián Húska – slovenský politik
- Augustin Langlade – kanadský obchodník
- Augustin Laurent – francouzský politik
- Augustin Lesage – francouzský spiritista
- Augustine Lonergan – americký senátor
- Augustin-Joseph de Mailly – francouzský generál
- Paul Augustin Mayer – německý emeritní kardinál
- Benedict Augustin Morel – francouzský psychiatr
- Johann Heinrich Augustin von Mörs – německý kněz
- Augustin Navrátil – klíčová osobnost českého katolického protikomunistického odboje
- Augustine Okocha – nigerijský fotbalista
- Augustin Pánek – český matematik
- Augustin Pajou – francouzský sochař
- Augustín Paštéka – slovenský pedagog a matematik
- Augustin Ringeval – francouzský cyklista
- Augustín Riška – slovenský a americký filozof a metodolog
- Augustin Robespierre – francouzský politik
- Charles-Augustin Sainte-Beuve – francouzský básník a kritik
- August Sedláček, český historik
- Augustín Scholtz – slovenský matematik
- Augustin Schuldis – německý katolický kněz a prelát
- Augustin Souchy – německý anarchista
- Augustine Ukattah – nigerijský politik
- August, vnuk českého herce Jana Třísky a herečky Karly Chadimové

## Příjmení
- František Augustin (1846–1908), český meteorolog, astronom a geograf
- Bohumil Augustin (* 1960), český fotbalista
- Katrin Wagner-Augustin (* 1977), německá rychlostní kanoistka, kajakářka
- Radek Augustin (* 1977), český politik
- Radoslav Augustín (* 1987), slovenský fotbalista
- Richard Augustin (* 1975), český malíř a designér